# Emotion & Commotion
Emotion & Commotion – album studyjny brytyjskiego gitarzysty Jeffa Becka. Wydawnictwo ukazało się 13 kwietnia 2010 roku nakładem wytwórni muzycznej Atco. Nagrania zostały zarejestrowane Sarm West Studios  w Notting Hill, Angel Studios w Londynie oraz Stagg Street Studio w Los Angeles we współpracy z producentami muzycznymi Stephenem Lipsonem i Trevorem Hornem. Miksowanie odbyło się w Sarm West Studios. Natomiast mastering w Metropolis Mastering w Londynie.

## Lista utworów
Opracowano na podstawie materiału źródłowego.
| Nr  | Tytuł utworu                                   | Autorzy                  | Długość |
| --- | ---------------------------------------------- | ------------------------ | ------- |
| 1.  | „Corpus Christi Carol”                         | Benjamin Britten         | 2:40    |
| 2.  | „Hammerhead”                                   | Jeff Beck, Jason Rebello | 4:15    |
| 3.  | „Never Alone”                                  | Rebello                  | 4:22    |
| 4.  | „Over the Rainbow”                             | Harold Arlen             | 3:10    |
| 5.  | „I Put a Spell on You” (gościnnie: Joss Stone) | Screamin’ Jay Hawkins    | 2:59    |
| 6.  | „Serene” (gościnnie: Olivia Safe)              | Beck, Rebello            | 6:05    |
| 7.  | „Lilac Wine” (gościnnie: Imelda May)           | James Shelton            | 4:44    |
| 8.  | „Nessun Dorma”                                 | Giacomo Puccini          | 2:56    |
| 9.  | „There's No Other Me” (gościnnie: Joss Stone)  | Rebello, Joss Stone      | 4:05    |
| 10. | „Elegy for Dunkirk” (gościnnie: Olivia Safe)   | Dario Marianelli         | 5:03    |
|     |                                                |                          | 40:19   |

## Listy sprzedaży
| Lista                     | Kraj              | Pozycja |
| ------------------------- | ----------------- | ------- |
| Billboard 200             | Stany Zjednoczone | 11      |
| Billboard Top Rock Albums | Stany Zjednoczone | 3       |
| UK Albums Chart           | Wielka Brytania   | 21      |
| Sverigetopplistan         | Szwecja           | 35      |
| Media Control Charts      | Niemcy            | 30      |
| MegaCharts                | Holandia          | 77      |
| SNEP                      | Francja           | 74      |
| VG-lista                  | Norwegia          | 17      |
| Oricon                    | Japonia           | 9       |
| Schweizer Hitparade       | Szwajcaria        | 40      |
| Suomen virallinen lista   | Finlandia         | 35      |
| ARIA Charts               | Australia         | 49      |
| FIMI                      | Włochy            | 56      |